# Handball-Oberliga Hessen
Die Handball-Oberliga Hessen (OL-HE) ist nach der Bundesliga, der 2. Bundesliga, der 3. Liga und der Regionalliga Hessen die fünfthöchste Spielklasse im deutschen Handball. Ab der Saison 2024/25 wird die Oberliga Hessen durch gründung der Regionalliga Hessen von der vierthöchsten auf die fünfthöchsten Spielklasse herabgesetzt und ist in die drei Staffeln Nord, Mitte und Süd geografisch eingeteilt.

## Geschichte
Vor Einführung der Verbandsliga-Hessen 1963 bis 1970, wurde der Hessenmeister im Rahmen einer Landesmeisterschaft ermittelt. Seit der Saison 1971/72 wird die Hessenmeisterschaft über die Oberliga-Hessen, die Nachfolgerin der Verbandsliga, ausgespielt. In der Folge wurde die Verbandsliga in Landesliga umbenannt und dient heute als Unterbau für die viertklassige Oberliga. Neben der Hessen-Meisterschaft wird auch der HHV-Pokal auf Landesebene ausgespielt. Der Cupsieger dieses Wettbewerbes ist Hessischer Pokalsieger und für die Teilnahme am DHB-Amateur-Pokal qualifiziert. Die Finalisten des Amateur-Pokals sind für die folgende Saison zur Teilnahme am DHB-Pokal berechtigt.

## Hessische Meister
Von 1949 bis 1963 wurde der Meister über die Hallenhandball-Meisterschaft Hessen ermittelt, von 1963 bis 1971 über die Verbandsliga Hessen und seit der Saison 1971/72 über die Handball-Oberliga Hessen.

### Ab 2010
| Saison  | Männer                    | Frauen                         |
| ------- | ------------------------- | ------------------------------ |
| 2010/11 | SG Kleenheim              | HSG Mörfelden/Walldorf         |
| 2011/12 | HSG Nieder-Roden          | HSG Gedern/Nidda               |
| 2012/13 | SG Wallau                 | HSG Dutenhofen/Münchholzhausen |
| 2013/14 | HSG Wiesbaden             | TSG 1888 Eddersheim            |
| 2014/15 | TV Gelnhausen             | TuS Kriftel                    |
| 2015/16 | HSG Hanau                 | TSG Oberursel                  |
| 2016/17 | SG Bruchköbel             | TuS Kriftel                    |
| 2017/18 | HSG Dutenhofen/Münchh. II | HSG Weiterstadt/B./W.          |
| 2018/19 | TV Kirchzell              | TSG Oberursel                  |
| 2019/20 | ESG Gensungen/Felsberg    | HSG Lumdatal                   |
| 2020/21 | nicht ausgespielt         | nicht ausgespielt              |
| 2021/22 | HSG Pohlheim              | HSG Bensh./Auerb. II           |
| 2022/23 | MT Melsungen II           | TSG Leihgestern                |
| 2023/24 | TV Kirchzell              | HSG Weiters./Braunsh.Worf.     |
| 2024/25 | TSG Münster               | TSG Leihgestern                |

Bereich Hessischer Handball-Verband (gelb)

Der Meister erwirbt das Aufstiegsrecht für die 3. Handballliga. Ab der Saison 2024/25 wird die Oberliga Hessen durch gründung der Regionalliga Hessen von der vierthöchsten auf die fünfthöchsten Spielklasse herabgesetzt und ist in die drei Staffeln Nord, Mitte und Süd geografisch eingeteilt.